# IN2IT
IN2IT (hangul: 인투잇) – południowokoreański boysband k-popowy utworzony przez MMO Entertainment w 2017 roku. W skład zespołu weszli członkowie wybrani z projektu Boys24; finałowa grupa została BOYS24 The Final, w jej skład weszło ośmiu członków: Yoo Young-doo, Jeong Yeon-tae, Hwang In-ho, Han Hyun-uk, Isaac Voo, Lee In-pyo, Kim Jin-sub i Kim Sung-hyun. Zespół zadebiutował 26 października 2017 roku wydając pierwszy minialbum pt. Carpe Diem.
Nazwa grupy IN2IT łączy znaczenia słowa „Intuit” (pol. wyczuwać) oraz zwrotu „In to it”.

## Historia

### Przed debiutem: Boys24
Wszyscy członkowie IN2IT pochodzili z programu Boys24. W przeciągu półtorarocznego szkolenia dali łącznie 260 koncertów w Mesa Hall (2016–2017). Na początku 2016 roku w przesłuchaniu do Boys24 wzięło udział ogółem 5500 kandydatów, z których tylko niewielka liczba (mniej niż trzydzieści osób) została wybrana na członków Boys24, zanim ośmiu z nich zostało wybranych do debiutu w grupie IN2IT.

### 2017–2018: Debiut zCarpe Diemi odejście Jinsuba

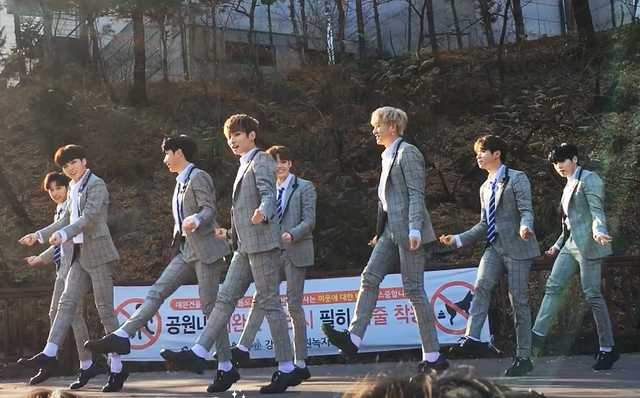
In2It w 2017

Debiutancji minialbum zespołu, pt. Carpe Diem, ukazał się 26 października 2017 roku. Zawierał pięć utworów, w tym główny singel „Amazing”. Tego samego dnia po raz pierwszy wykonali tę piosenkę w programie M Countdown, a 9 listopada utwór zajął piąte miejsce na liście M Countdown Chart. Teledysk do singla został nakręcony w Kazachstanie.
3 grudnia 2017 roku odbył się In2It showcase "Carpe Diem" in Japan, a w dniach 24 i 25 grudnia odbyły się cztery koncerty z serii In2It Winter Paradise w Korei Południowej. IN2IT uczestniczyli także w 2018 Taipei High City Countdown Party w dniu 31 grudnia. Ich pierwsza zagraniczna trasa Asia Showcase Tour odbyła się w lutym 2018 roku, zagrali w Singapurze (2 lutego), Malezji (4 lutego) i Indonezji (10 lutego).
26 marca 2018 roku MMO Entertainment ogłosiło, że Kim Jin-sub odchodzi z grupy, ponieważ cierpi na chorobę Ménière’a.
19 kwietnia 2018 roku grupa powróciła z single albumem zatytułowanym SnapShot. Przed wydaniem płyty zespół wykonał 2 piosenki z krążka podczas KCON 2018 Japan 15 kwietnia 2018 roku. Następnie wystąpili podczas „Dream Concert”, który odbył się na Seoul World Cup Stadium 12 maja oraz 6 sierpnia podczas „Power of K Live” w Japonii.
Drugi single album, zatytułowany Into The Night Fever, ukazał się 26 lipca. Krążek zawierał trzy piosenki, w tym główną pt. „Sorry For My English”.

### 2019–2020: Odejście Sunghyuna i opuszczenie MMO
4 września 2019 roku MMO Entertainment ogłosiło, że Sunghyun opuścił zespół.
Po rozmowach między członkami i ich agencją kontrakt grupy został rozwiązany 31 stycznia 2020 roku – zespół kontynuował swoje aktywności niezależnie.
4 marca 2020 roku został wydany japoński singel I’m Your Joker.
W październiku 2020 roku zespół poinformował, że pięciu koreańskich członków rozpocznie służbę wojskową jednocześnie, aby zminimalizować okres nieaktywności grupy.

## Dyskografia

### Minialbumy
| Rok  | Dane dot. albumu                                                                                                | Najwyższa pozycja | Sprzedaż    |
| Rok  | Dane dot. albumu                                                                                                | KOR               | Sprzedaż    |
| ---- | --- | ----------------- | ----------- |
| 2017 | Carpe Diem - Wydany: 26 października 2017 - Wytwórnia: MMO Entertainment, CJ E&M - Format: CD, digital download | 6                 | KOR: 31 784 |

### Single
| Rok  | Dane dot. albumu                                                                                                   | Najwyższa pozycja | Sprzedaż    |
| Rok  | Dane dot. albumu                                                                                                   | KOR               | Sprzedaż    |
| ---- | --- | ----------------- | ----------- |
| 2018 | SnapShot - Wydany: 19 kwietnia 2018 - Wytwórnia: MMO Entertainment, CJ E&M - Format: CD, digital download          | 9                 | KOR: 10 032 |
| 2018 | Into the Night Fever - Wydany: 26 lipca 2018 - Wytwórnia: MMO Entertainment, CJ E&M - Format: CD, digital download | 14                | KOR: 8459   |
| 2019 | Puzzle - Wydany: 14 listopada 2019 - Wytwórnia: MMO Entertainment, CJ E&M - Format: CD, digital download           | 43                | KOR: 1780   |

## Filmografia
- Get IN2IT (Naver/V Live, 2017)[25]
- IN2IT X LieV (Naver/V Live, 2017)[26]
- Game Life Bar (tvN/YouTube/Facebook, 2017)
- It's your first time in Hell, Right (Mnet/Facebook/MNET VOD, 2017)[27]